# Половой член человека
Полово́й член челове́ка (также пе́нис, лат. penis, греч. πέος и φαλλός) — непарный мягкотканный трубчатый орган, один из наружных половых органов мужчины в составе мужской мочеполовой системы (мочевыделительной и репродуктивной). Используется организмом для выведения мочи, осуществления полового акта и семяизвержения.

### Эмбриональное развитие

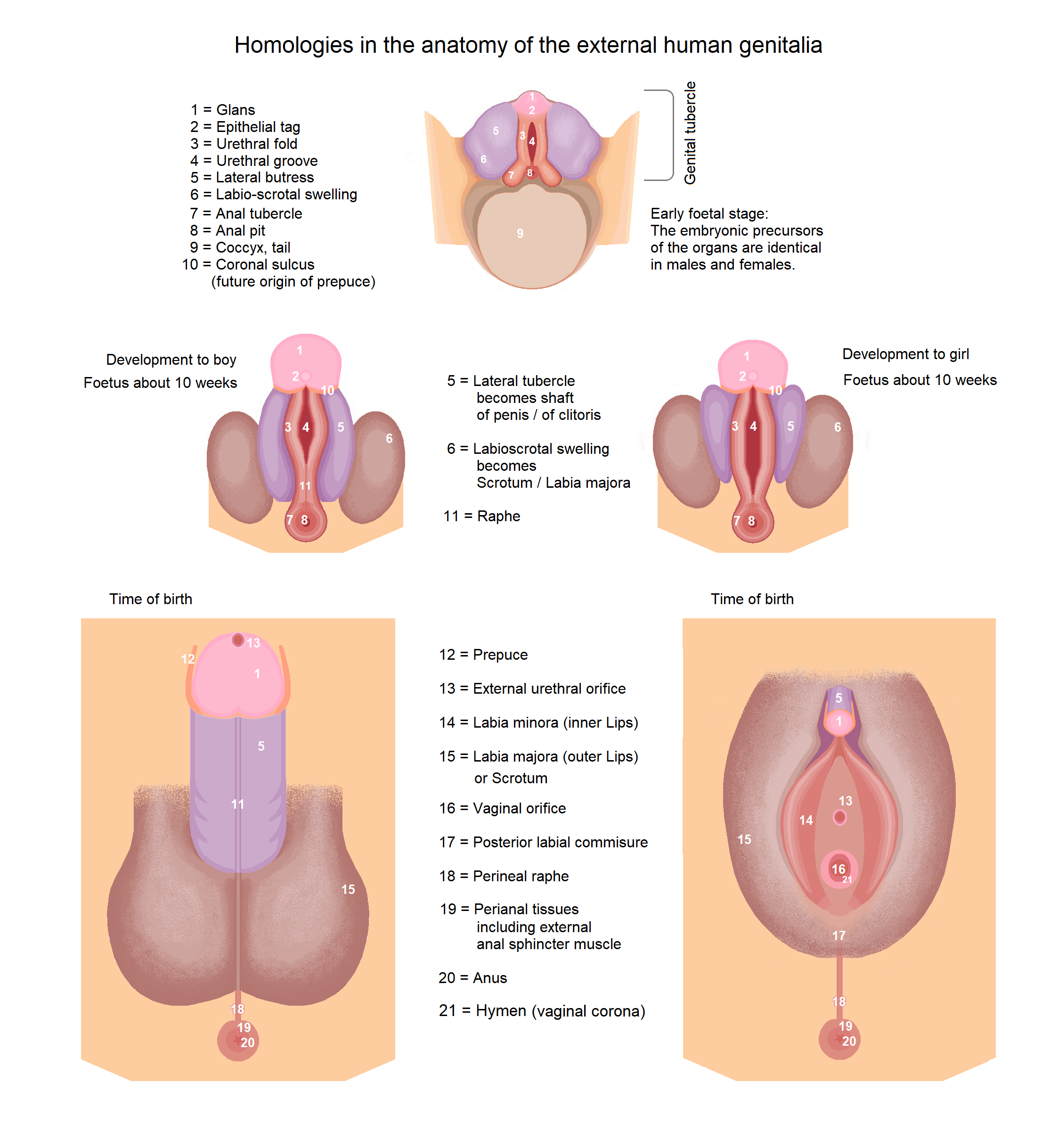
Внутриутробная дифференциация наружных половых органов мужских слева и женских справа. Гомологичные органы обоих полов окрашены одинаковыми цветами

## Анатомия

### Строение

Схема строения полового члена и смежных органов:
1 — мочевой пузырь,
2 — лобковая кость,
3 — простата,
4 — пещеристое тело,
5 — головка,
6 — крайняя плоть,
7 — мочеиспускательный канал,
8 — мошонка,
9 — яичко,
10 — придаток яичка,
11 — семявыносящий проток

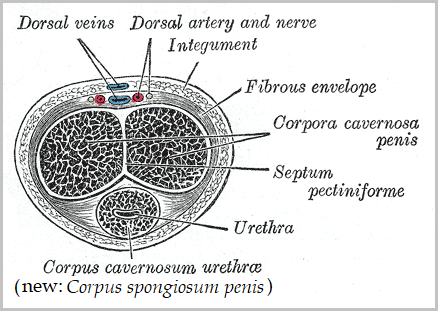
Ствол мужского полового члена в поперечном разрезе. Две верхних овальных структуры — пещеристые тела, а нижняя — губчатое тело, в котором проходит уретра

В половом члене различают его корень, или основание (лат. rádix pénis), тело, или ствол (лат. córpus pénis), и головку (лат. glans pénis). Ствол полового члена образован тремя продольными анатомическими структурами: двумя способными к кровенаполнению при эрекции пещеристыми телами и расположенным под ними одним губчатым телом, через которое проходит мочеиспускательный канал.

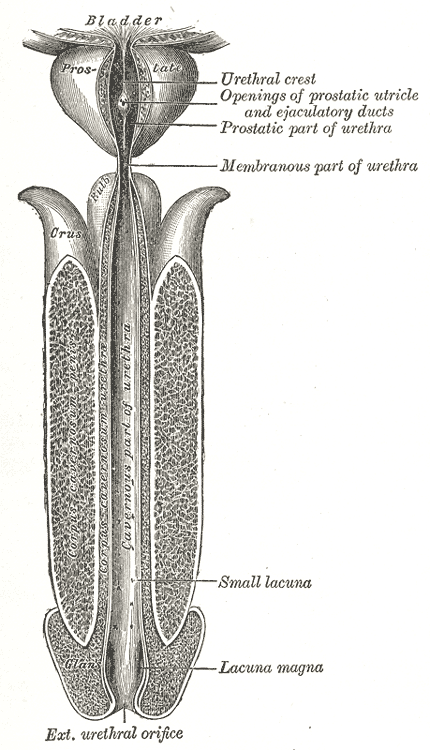
Мужской мочеиспускательный канал в продольном разрезе. Вид спереди. Сверху передняя стенка мочевого пузыря (англ. Bladder), ниже предстательная железа, а затем половой член

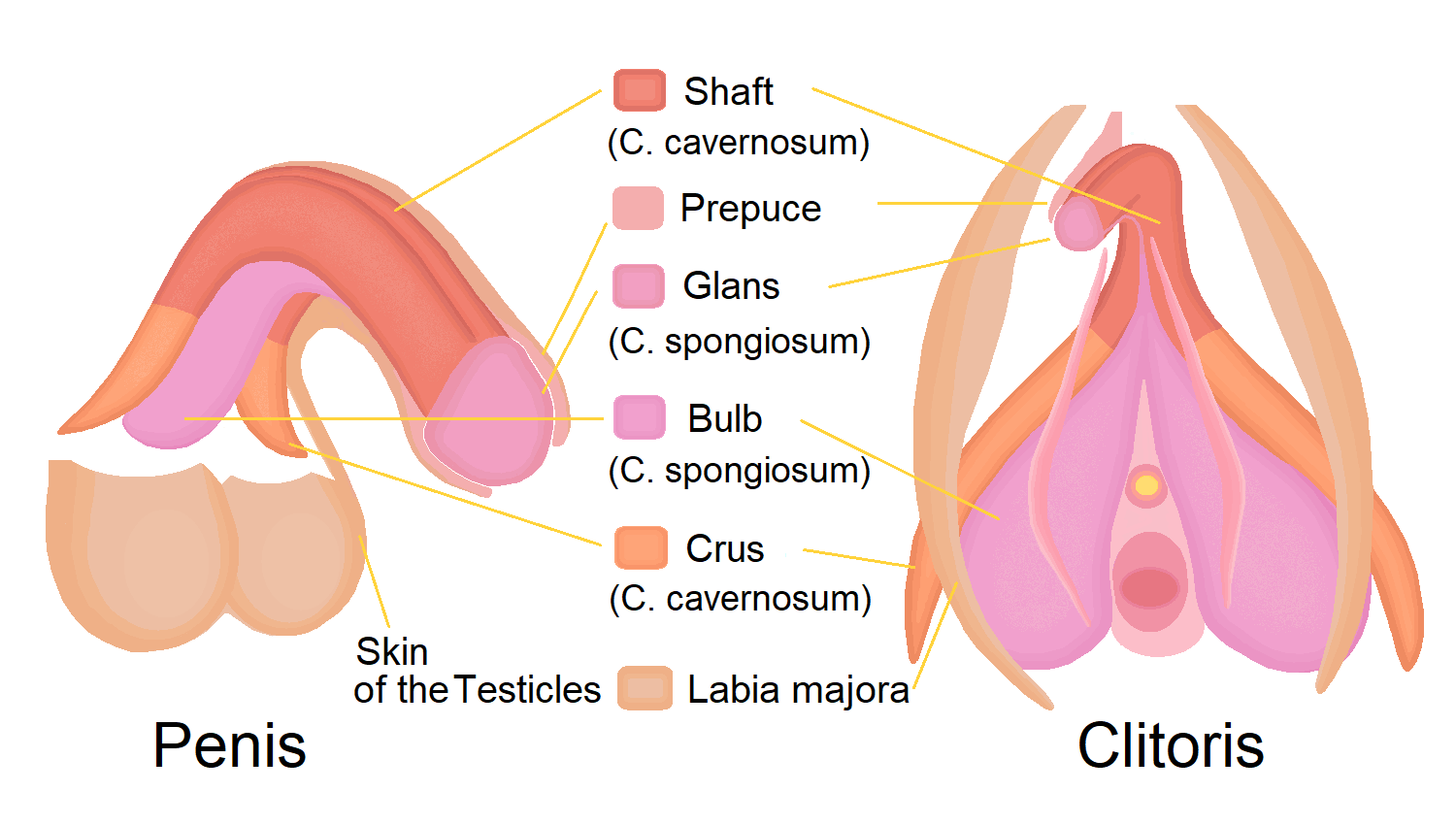
Строение тел пениса (слева) и клитора в продольном разрезе. Glans — головка; foreskin — крайняя плоть пениса, clitoral hood (cut) — крайняя плоть (капюшон) клитора (срезана); corona — Коронка головки полового члена; corpora cavernosa — пещеристые тела; corpus spongiosum — губчатое тело; urethra — уретра.

Пещеристые и губчатое тела мужского полового члена состоят из плотной белочной оболочки, от которой внутрь отходят многочисленные перекладины — трабекулы, промежутки между которыми и образуют «пещеры», или лакуны (лат. cavérnae).
Пещеристые тела располагаются по краям, губчатое тело — в борозде между ними, прилегая к их нижней поверхности, вместе с проходящим в его толще мочеиспускательным каналом, или уретрой (лат. uréthra). Губчатое тело заканчивается на конце полового члена конусообразным утолщением — головкой полового члена. Край головки, покрывая концы пещеристых тел, срастается с ними, образуя утолщение (венчик) по окружности, за которым располагается венечная борозда.
Снаружи головка полового члена покрыта тонкой, легко сдвигающейся кожей — крайней плотью, переходящей в кожу лобка вверху и в кожу мошонки внизу. На коже нижней поверхности полового члена имеется шов, который сзади продолжается на кожу мошонки и промежности.
В переднем отделе тела полового члена кожа образует кожную складку — крайнюю плоть (лат. prepútium pénis), которая полностью или частично покрывает головку. Крайняя плоть, если она полностью покрывает головку, обычно легко сдвигается назад, обнажая её. На задней поверхности полового члена крайняя плоть соединяется с головкой продольной складкой, называемой уздечкой (лат. frenulum praeputii). Между головкой полового члена и крайней плотью имеется щелевидная (препуциальная) полость, окончательно формирующаяся к двухлетнему возрасту ребёнка. В препуциальном мешке обычно скапливается смегма.
У некоторых мужчин из-за очень узкого отверстия крайней плоти обнажение головки затруднено или вообще невозможно. Такое состояние называется фимозом и требует обязательного лечения. У маленьких детей (до 2—3 лет) фимоз носит физиологический характер и, как правило, не требует лечения.

### Кровоснабжение

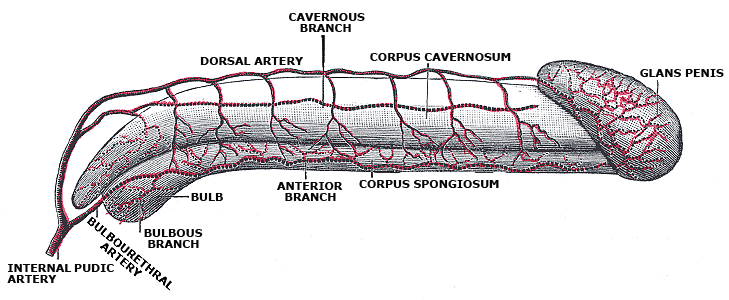
Схема внутреннего строения и кровоснабжения пениса (вид сбоку, кожный покров снят): Glans penis — головка полового члена, corpus cavernosum — (правое) пещеристое тело, corpus spongiosum — губчатое тело, bulb — луковица мочеиспускательного канала, dorsal artery — дорсальная артерия, bulbourethral artery — бульбоуретральная артерия

Кровоснабжение полового члена осуществляется через глубокую и дорсальную артерии полового члена (aa. profúnda et dorsális pénis), которые являются ветвями внутренней половой артерии (a. pudénda intérna).
Венозная кровь от полового члена оттекает по глубокой дорсальной вене (v. profúnda dorsális pénis) в пузырное венозное сплетение (pléxus venósus vesicális) и по глубоким венам полового члена (vv. profúndae pénis) во внутреннюю половую вену (v. intérna pudénda).

### Иннервация
Чувствительным нервом является дорсальный нерв полового члена (ветвь срамного нерва — n. pudéndus). Симпатические нервы идут из нижних подчревных сплетений, а парасимпатические — из тазовых внутренностных нервов.

### Мышцы
Мышцы полового члена:
1. луковично-губчатая мышца, m. bulbosponginosus, охватывает луковицу и заднюю часть губчатого тела — начинается от сухожильного центра промежности и фиксируется к тыльной поверхности пещеристых тел и собственной фасции полового члена; — в результате сокращения мышцы затрудняется отток венозной крови из пещеристых тел во время эрекции, выдавливается сперма из уретры во время оргазма и последние капли мочи при мочеиспускании;
2. седалищно-пещеристая мышца, m. ischiocavernosus, парная — начинается сзади от корня кавернозного тела и крестцово-бугорной связки; сухожилием вплетается в белочную оболочку пещеристого тела; — при сокращении мышца прижимает корень пещеристого тела к кости, выпрямляет половой член, пережимает его тыльные вены.

## Размеры
Правильным признаётся измерение длины полового члена — у стоящего прямо индивида наложением линейки сверху на полностью эрегированный член, ширины — в нескольких местах с усреднением. Документально подтверждённым самым большим членом считается пенис длиной 33,5 см и 15 см в обхвате, который был описан в начале ΧΧ столетия. По данным российского исследования 1998—2002 годов, 20 % (самая большая группа) мужчин имели половой член размером 15 см. И хотя вопрос о предпочтениях женщин является дискуссионным, во все времена проблеме увеличения размеров полового члена уделялось особое внимание. Согласно исследованию 2015 года, для краткосрочных отношений женщины предпочитают член в эрегированном состоянии длиной 16,3 см и окружностью 12,7 см, а для долгосрочных отношений длиной 16,0 см и окружностью 12,2 см.

## Нарушения развития и строения
К врождённым состояниям относятся генетические и гормональные нарушения половой дифференциации, когда структура и размеры наружных половых органов человека не соответствуют полу его гонад (половых желез) или имеют промежуточный характер (интерсекс). Так, при недостатке мужских половых гормонов у лица мужского пола пенис может иметь изначально нестандартно малые размеры (состояние микропении) вплоть до невозможности отличения его от обычно значительно меньшего гомолога его пещеристых тел клитора.
Нарушения половой дифференциации могут приводить к незаращению или неполному заращению эмбриональной урогенитальной борозды и расщеплению мочеиспускательного канала с нижней стороны (эписпадия).
Нахождение устья уретры не на вершине головки пениса называют гипоспадией.
Могут наблюдаться врождённые и травматические искривления пениса, а также патологическое сужение крайней плоти (фимоз).

## Физиология функционирования

### Мочеиспускание
Для мочеиспускания мужчинам обычно необходимо неэрегированное состояние пениса, когда он свободно, ненапряжённо свисает с лобка и более мягок, чем при эрекции. Из мочевого пузыря струя мочи выходит через мочеиспускательный канал с разной степенью интенсивности в зависимости от степени наполнения мочевого пузыря, уровня нервного напряжения человека и наличия или отсутствия патологического увеличения предстательной железы, способного сдавливать шейку пузыря. Моча выходит из наружного отверстия уретры между её губок, раздвигая их. Струя мочи может быть прямой и единой или расщеплённой и веерообразной, разбрызгивающейся. Задать направление струи можно пытаться поворотом корпуса (таза) человека или отведением пениса руками. Капли мочи могут задерживаться в дистальном конце уретры или под крайней плотью и требовать стряхивания.

### Сексуальная физиология пениса

#### Эрекция и эякуляция

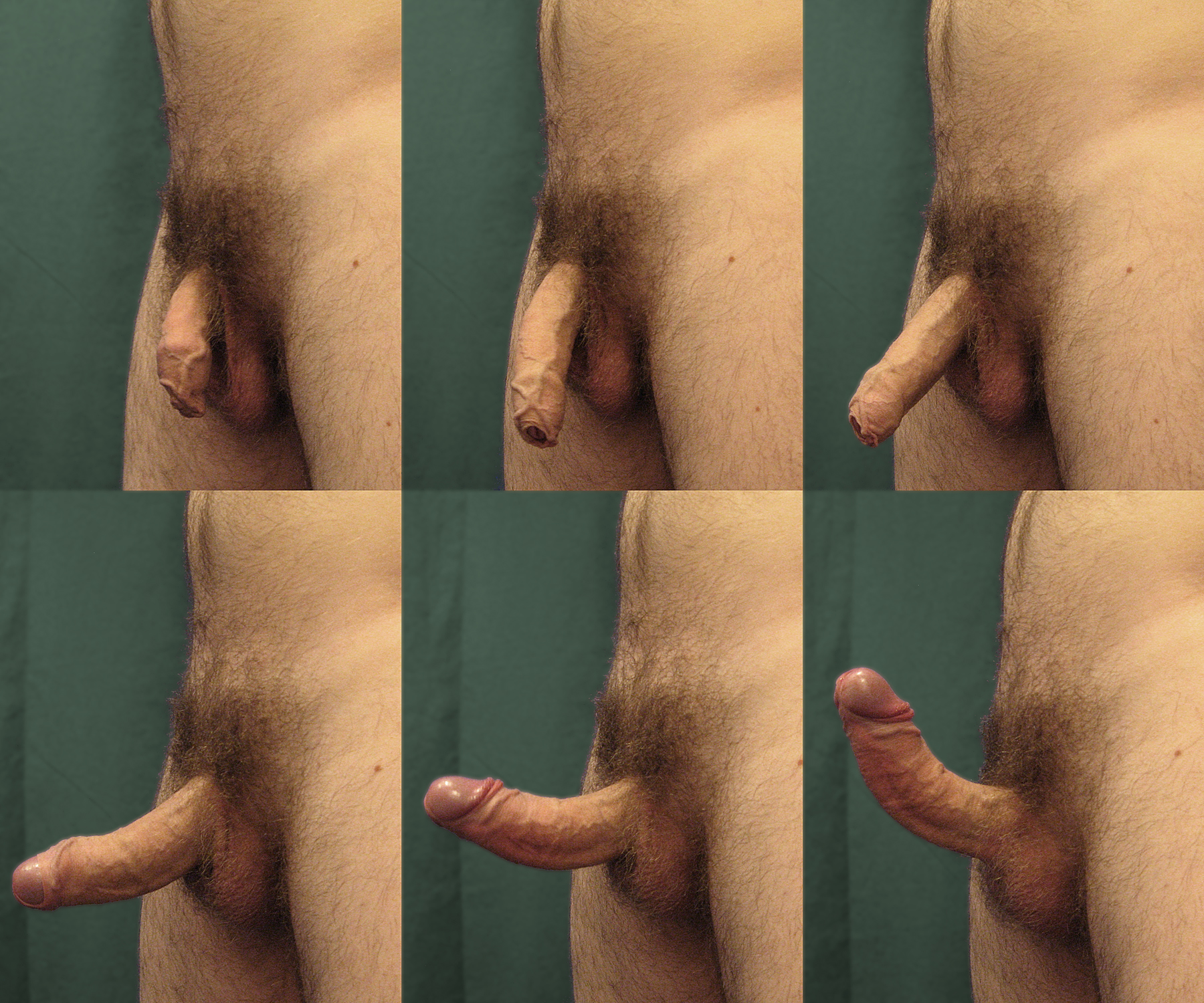
Эрекция

В старину считалось, что при возбуждении половой член твердеет, поскольку он надувается воздухом.
На самом деле при половом возбуждении приток артериальной крови к половому члену увеличивается, а венозный отток уменьшается, вследствие чего каверны полового члена заполняются кровью и он увеличивается в объёме в 2—8 раза, становясь при этом упругим — так наступает эрекция.
Поддержание эрекции обеспечивается уменьшением венозного оттока, которому способствуют сокращение особых мышц (mm. ischiocavernósus — седалищно-пещеристые мышцы), которые располагаются у корня полового члена. По окончании возбуждения мышцы расслабляются и кровь, заполнявшая каверны полового члена, обычно легко оттекает (нарушение этого — приапизм), после чего он уменьшается до обычных размеров и становится мягким. По данным медицинского журнала British Journal of Urology International, полученным по результатам 20 тыс. измерений мужских гениталий в разных странах мира, средний размер пениса в пассивном состоянии составляет 9,16 см, а среднестатистический эрегированный орган имеет длину 13,12 см.
Головка члена при эрекции всегда остаётся менее упругой и более эластичной по сравнению с его телом, что предотвращает травматизацию женских половых органов.

#### Возможные нарушения эрекции
- Эректильная дисфункция или импотенция — это невозможность поддержания достаточного уровня эрекции для совершения полового акта. Сахарный диабет и старение (ускоренное нездоровым образом жизни) являются наиболее распространёнными её причинами. Влияние лекарственных препаратов на половую функцию мужчин может быть как усиливающим, так и ослабляющим[5]. Существует множество препаратов, усиливающих половую функцию (в том числе для борьбы с импотенцией), например силденафил (распространяемый под названием Виагра), действующий благодаря своим сосудорасширяющим свойствам.

- Перелом полового члена может возникнуть при воздействии чрезмерной сгибающей силы на эрегированный орган. Обычно сопровождается хлопающим или трескающим звуком и болью. Неотложная медицинская помощь с возможным хирургическим вмешательством снижает риск осложнений, в числе которых искривление полового члена и эректильная дисфункция.

- Приапизм — болезненная и потенциально вредоносная длительная эрекция, не связанная с половым возбуждением. Причины изучены плохо, но включают сложные неврологические и сосудистые факторы. Потенциальные осложнения включают ишемию, тромбоз и импотенцию. В некоторых случаях приводит к гангрене, в случае которой неизбежна ампутация.

- Пудендонейропатия — компрессия срамного нерва, приводит к болям в промежности и потере чувствительности полового члена.

## Пенис в культуре

### Обрезание
Обрезание — хирургическая операция («циркумци́зия», лат. circumcisio), удаление у мальчиков и мужчин крайней плоти с различными целями:
- социальными;
- религиозными;
- медицинскими;
- следование моде.

В настоящее время в религиозных целях обрезание практикуется главным образом у мусульман и иудеев.

### Фаллический культ
Поклонение половому члену, фаллосу, Лингаму встречается во многих культурах, религиях. Фаллический культ был распространён в античности, существует в индуизме, тантризме и т. д.
Помимо культовой роли во многих культурах, сам половой член часто становится предметом культовых манипуляций. Например, в некоторых африканских культурах принято украшать половой член всевозможными металлическими предметами (кольцами), продеваемыми сквозь плоть. А австралийские аборигены практикуют культ «языка ящерицы» — с помощью хирургической операции, производимой определённым образом острым ножом, они раздваивают головку полового члена так, что «он становится похожим на двуглавый орган кенгуру».